# Карен Бліксен
Карен Крістенсе Дінесен, відома як Ка́рен Блі́ксен, у шлюбі Карен Крістенсе фон Бліксен-Фінеке (дан. Karen Blixen, Karen Christentze Dinesen, Karen Christence von Blixen-Finecke, друкувалася також під псевдонімами Оцеола, Ісак Дінесен, П'єр Андрезель, Таня Бліксен, нар. 17 квітня 1885, родинний маєток Рунгстедлунд (Rungstedlund) під Копенгагеном — пом. 7 вересня 1962, там само) — данська письменниця.
Бліксен кілька разів номінувалася на Нобелівську премію з літератури, але, за даними данських ЗМІ, не отримала її через побоювання суддів щодо упередженого ставлення до скандинавських письменників.

## Біографія
Народилася 17 квітня 1885 року в родинному маєтку Рунгстедлунд (Rungstedlund) під Копенгагеном в заможній, освіченій родині унітаріїв. Мати — Інгеборг Вестенгольц. Батько, Вільгельм Дінесен, був офіцером, письменником і політиком. Як припускають, він був хворий на сифіліс, через що покінчив життя самогубством у 1895 році, коли Карен було 9 років. Крім Карен, яку в родині називали «Танне» (тобто «ялинка», так вона вимовляла своє ім'я «Карен» у дитинстві) батьки мали ще четверо дітей. Дітей виховували в суворому релігійному дусі, проте ще підлітком Карен дистанціювалася від церкви та разом з сестрами розвивала свої мистецькі смаки через читання, писання власних текстів та малювання.
Життя Карен Дінесен у Рунгстедлунді значно змінилося після смерті батька. З 10 років її життям керувала родина матері Вестенхольц. На відміну від братів, які відвідували школу, вона навчалася вдома під керівництвом бабусі по материнській лінії та тітки Мері Б. Вестенхольц. Вони виховували її в суворій унітаріанській традиції. Тітка Бесс мала значний вплив на Дінесен. Вони вели жваві дискусії та листувалися на теми прав жінок та стосунків між чоловіками і жінками.
Карен Бліксен вчилася в художніх школах Копенгагена та в Копенгагенській художній академії, а згодом продовжила студії в Парижі та Римі.
Як письменниця вона дебютувала 1907 року з публікацією казки Eneboerne під псевдонімом Оцеола. Та через брак уваги до її текстів, вона припиняє писати.
1909 року закохується без взаємності у свого двоюрідного брата, Ганса фон Бліксен-Фінеке. У грудні 1912 року відбулися її заручини з бароном Брором фон Бліксен-Фінеке, братом-близнюком її першого кохання.
Дядько Карен, Ааге Вестенuольц (1859–1935), який заробив статки в Сіамі, запропонував їм поїхати до Кенії, щоб заснувати кавову ферму. Він та його сестра Інгеборг (мати Карен) вклали в це підприємство 150 000 данських крон.
Наступного року Карен з майбутнім чоловіком вирішили придбати кавову плантацію М'Багаті, що й було зроблено за сприяння родини Карен. Брор Бліксен став директором фірми «Кава Карен», проте не мав особливого хисту до сільського господарства. 14 січня 1914 року Карен Бліксен прибула кораблем з Неаполя до Момбаси й того ж дня одружилася з Брором Бліксеном. Невдовзі після весілля Карен помітила, що заразилася від свого чоловіка сифілісом, що тоді був доволі поширеною хворобою. Через те, що для лікування в Африці не було належних умов, 1915 року вона повертається до Данії.
1918 року вона повертається в Африку зі своїм братом Томасом Дінесеном, який допомагав у веденні господарства й прожив разом з подружжям Бліксенів до 1923 року. Водночас подружжя знаходило дедалі менше спільної мови, зокрема через катастрофічне господарювання Брора Бліксена та його часту подружню невірність, на яку Карен закривала очі. Врешті 1925 року Карен і Брор розлучилися, хоча й зберегли дружні стосунки.
Ще 1918 року Карен познайомилася з пілотом Британських повітряних сил Денісом Фінчем Гаттоном, з яким пережила велике кохання. 14 травня 1931 року Деніс Фінч Гаттон загинув в авіакатастрофі у віці 44 років. Завдяки Денісу Карен Бліксен познайомилася з принцом Уельським, майбутнім королем Великої Британії Едуардом VIII.
Ферма Бліксенів дедалі більше занепадала, тож довелося її продати. У липні 1931 року Карен Бліксен назавжди покинула Африку, повернувшись через Марсель до Данії. Карен мала відчуття цілковитої особистої поразки через фінансову та родинну руїну. Аби заповнити порожнечу, знову почала писати. Після численних відмов, її збірка «Сім готичних оповідань» була прийнята 1934 року до друку американським видавцем Робертом Гаасом. Збірка була підписана псевдонімом «Ісак Дінесен». Американські читачі з великим захопленням сприйняли книгу Бліксен, тож вона продовжила свою письменницьку діяльність.
Після Другої світової війни родинний маєток, у якому мешкала Бліксен, став осередком невеликого літературного салону, до якого вчащали молоді данські літератори й інтелектуали з кола авторів журналу Heretica. Поступово Карен Бліксен стає однією з провідних постатей літературного життя Данії.
1959 року Карен Бліксен, незважаючи на слабість і хворобливий стан, вирішила відвідати США, де мала тріумфальний прийом. Вона навіть змогла здійснити давню мрію: познайомитися з Мерилін Монро та її чоловіком Артуром Міллером.
1961 року Бліксен відвідала Париж.

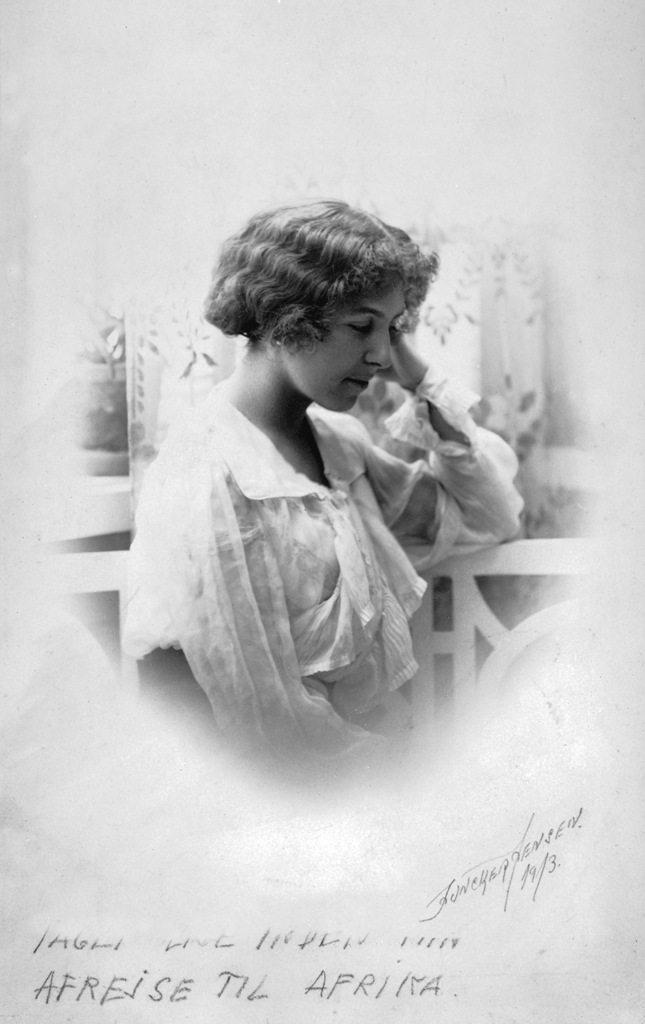
Карен Бліксен, сфотографована в 1913 році

Письменниця померла 7 вересня 1962 року. Похована в парку свого маєтку.

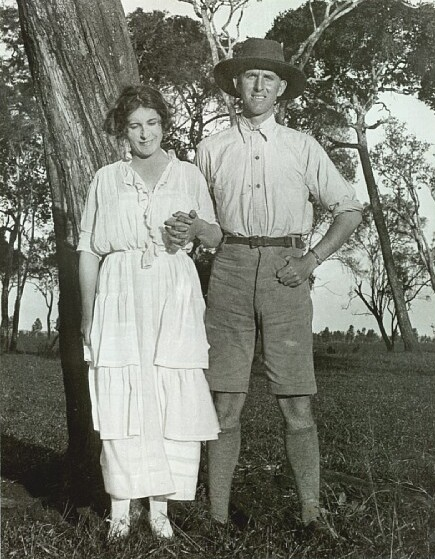
Карен Бліксен зі своїм братом Томасом на сімейній фермі в Кенії в 1920-х роках

## Твори
- Сім фантастичних оповідань (дан. Syv fantastiske Fortællinger) (1934)
- Out of Africa (1937, автобіографічна проза, екранізована Сідні Поллаком, 1985)
- Winter's Tales (1942).
- The Angelic Avengers (1947, роман-притча).
- Last Tales (1957)
- Anecdotes of Destiny (1958)
- Shadows on the Grass (1960).
- Ehrengard (1963, роман, посмертно).
- Carnival: Entertainments and Posthumous Tales (1977, посмертно).
- Daguerreotypes and Other Essays (1979, есе, посмертно).
- Letters from Africa, 1914—1931 (1981, листування, посмертно).
- Karen Blixen i Danmark: Breve 1931—1962 (1996, листування, посмертно).

## Пошанування

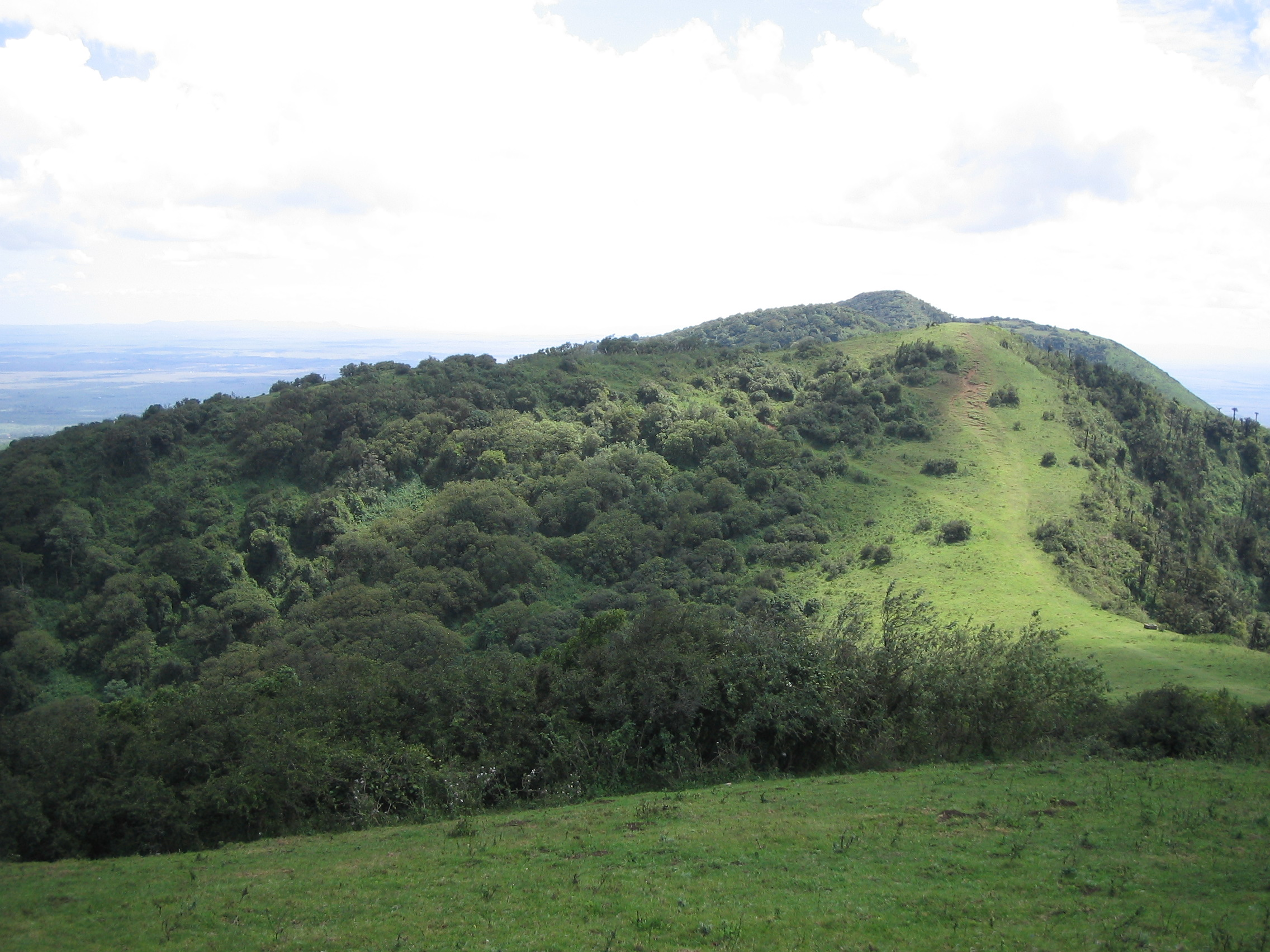
Гори Нгонг, куди Карен Бліксен ходила на полювання разом з Денісом Фінчем Гаттоном

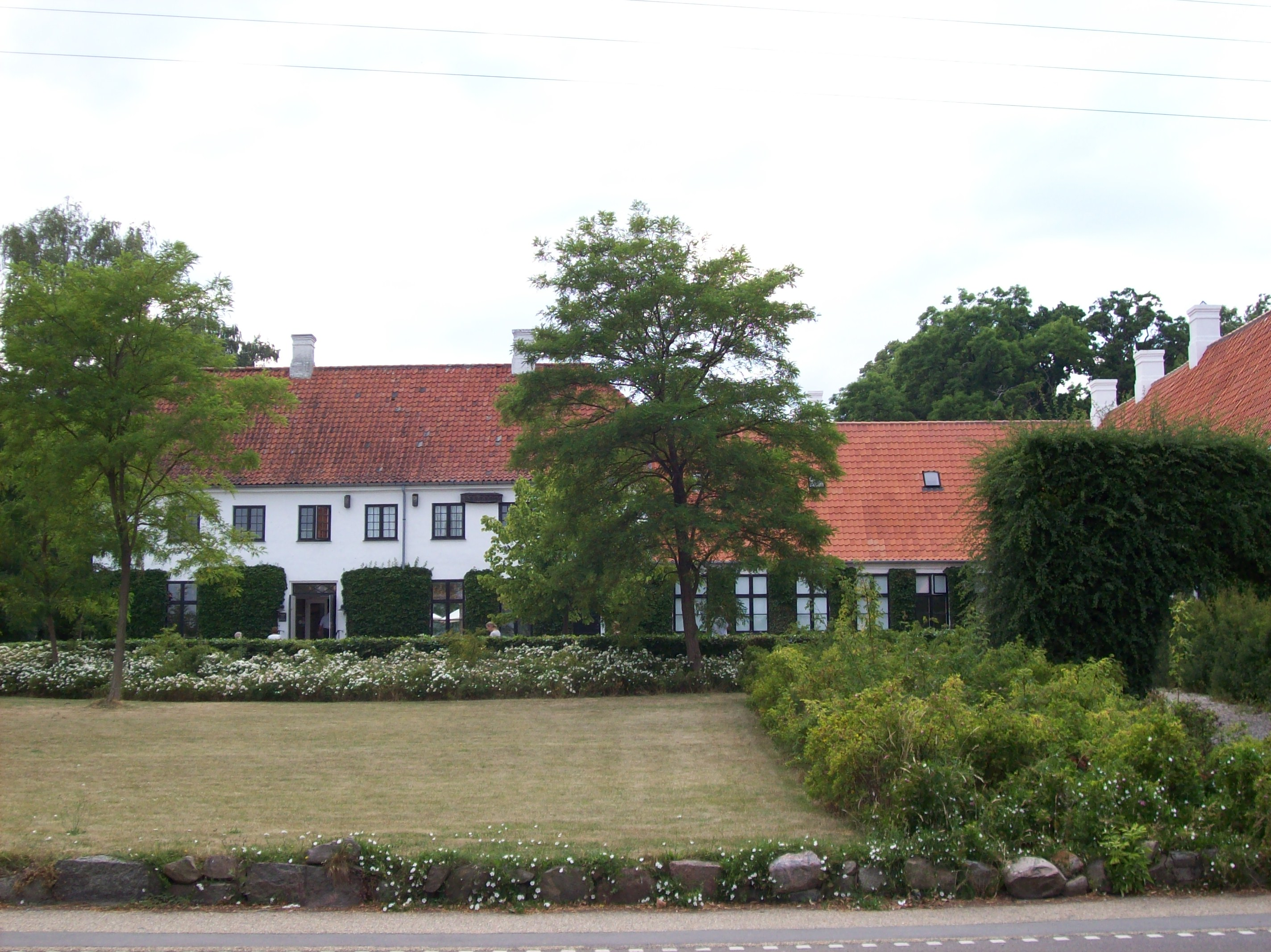
Музей Карен Бліксен в Рунгстедлунді, Данія

### Музей Карен Бліксен у Рунгстедлунді, Данія
Карен Бліксен провела більшість життя у маєтку Рунгстедлунд на північ від Копенгагена, де написала багато своїх творів у кімнаті, названій на честь письменника Йоганнеса Евальда. Найстаріші частини маєтку датуються 1680 роком, і він використовувався як готель і як ферма.
У 1940-х роках маєток став місцем зустрічей молодих інтелектуалів, серед яких були Торкільд Бйорнвіг, Франк Йегер та Ерлінг Шредер. Вони перетворили Рунгстедлунд на літературний салон, який використовувався митцями до 1991 року. Після реставрації у 1958–1960 роках частину території виділили під пташиний заповідник, а сам маєток передали у власність Фонду Рунгстедлунд, створеного Бліксен разом із братами та сестрами. У 1991 році він став музеєм, а в 2013 році приєднався до північного музейного порталу.

### Музей Карен Бліксен у Найробі, Кенія

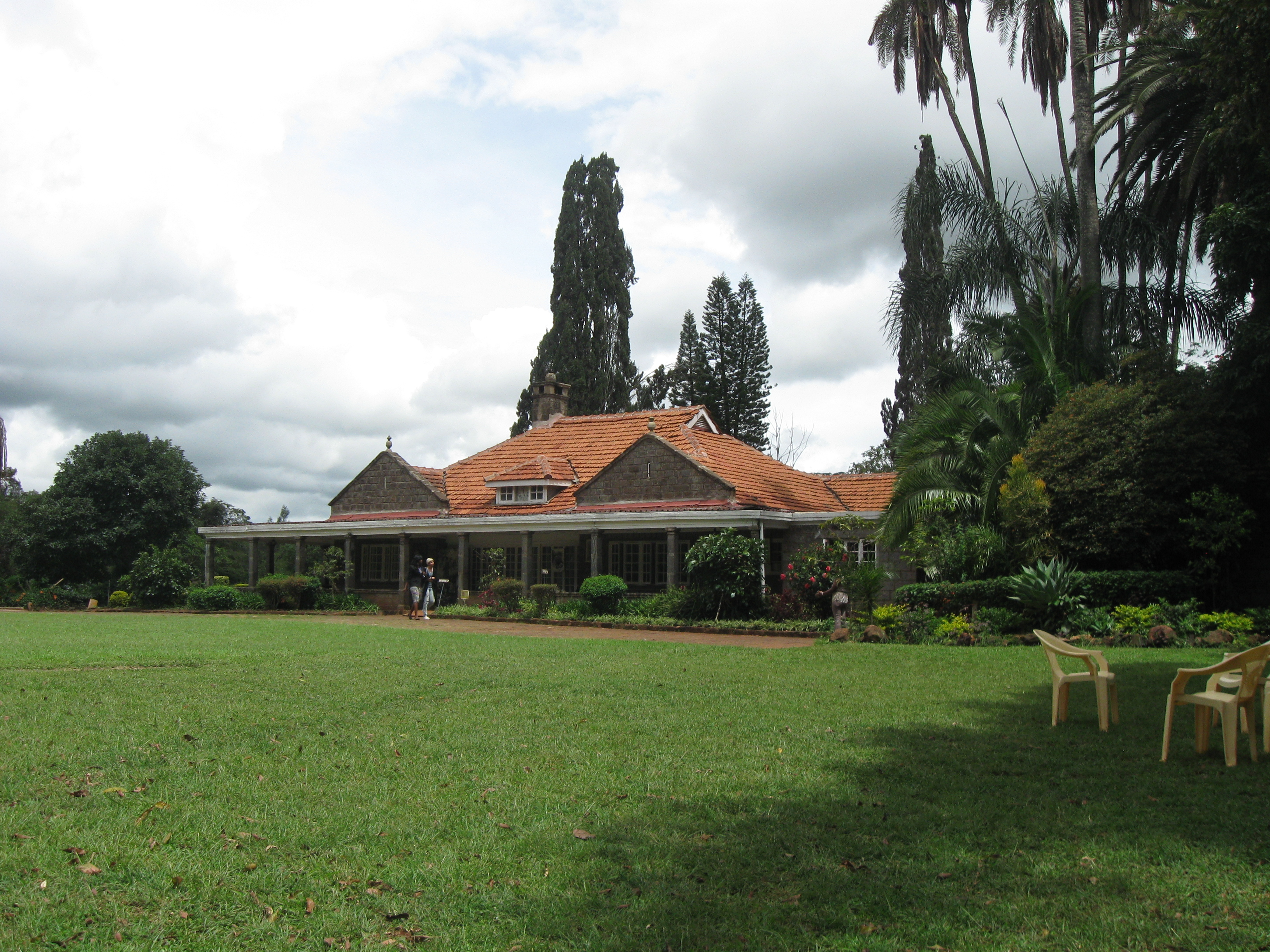
Африканський дім Карен Бліксен, тепер Музей Карен Бліксен

У 1931 році Карен Бліксен продала свою ферму в Кенії забудовнику Ремі Мартену й повернулася до Данії. Землю було поділено на ділянки, і згодом на ній виник передмістя Найробі — Карен, який було названо на її честь. Сама Бліксен у своїх пізніших працях заявляла, що «житловий район Карен» був «названий на мою честь». Хоча її дядько Ааге Вестенгольц назвав кавову компанію на честь своєї дочки Карен, а не Бліксен, забудовник передмістя назвав район на честь відомої письменниці-фермерки, а не на честь її компанії.
Її будинок, збудований її дядьком Ааге Вестенгольцем, кілька разів змінював власників, перш ніж уряд Данії подарував його Кенії у 1964 році. Уряд заснував на цьому місці коледж харчування, а потім, коли в 1985 році вийшов фільм «З Африки», коледж придбав Національні музеї Кенії.
Через рік було відкрито музей Карен Бліксен, в якому представлено багато предметів інтер'єру Бліксен, які були викуплені у леді Макміллан, яка придбала їх, коли Бліксен покинула Африку.
Будинок-музей був визнаний важливою культурною пам'яткою не тільки через його зв'язок з Бліксен, але й як культурний символ європейської колонізації Кенії, а також як важливий зразок архітектурного стилю — бунгало кінця 19 століття.

### Інша спадщина
- У місті Фредериксборг засновано Музей Карен Бліксен.
- На честь Карен Бліксен у день її 100-річчя названо астероїд 3318 Бліксен.[13]
- Портрет Карен Бліксен був зображений на лицьовій стороні датської банкноти номіналом 50 крон серії 1997 року з 7 травня 1999 року по 25 серпня 2005 року.[14]
- Також Бліксен зображена на данських поштових марках, випущених у 1980[15] та 1996[9] роках.
- 17 квітня 2010 року Google відсвяткував її 125-річчя за допомогою Google Doodle.[16]

## Екранізації
- «Еренгард: Мистецтво зваблення» — данський фільм режисера Білле Аугуста 2023 року.
- «З Африки» – американська епічна романтична драма 1985 року режисера Сідні Поллака, з Робертом Редфордом і Меріл Стріп у головних ролях. Фільм отримав сім премій «Оскар», включаючи «Найкращий фільм» і «Найкращий режисер».
- Іспанський фільм «Карен», що вийшов у 2021 році, — це мінімалістична стрічка про її дні в Африці. Режисерка Марія Перес Санс, роль Бліксен виконує Крістіна Розенвінге.[17]